# RV Hydromet
RV Hydromet (ex MS Skowronek) – statek badawczy Oddziału Morskiego Instytutu Meteorologii i Gospodarki Wodnej. Został przebudowany na początku lat 70. XX wieku z lugrotrawlera typu B-11 Skowronek.
W 1957 nastąpiła intensyfikacja badań Bałtyku. Polski udział w programie helsińskim z 1957 obejmował program badań hydrograficznych Zakładu Oceanografii Państwowego Instytutu Hydrologiczno-Meteorologicznego w Gdyni, realizowany we współpracy z Polską Marynarką Wojenną na okrętach hydrograficznych. Tego samego roku ukazało się Zarządzenie Prezesa Rady Ministrów dotyczące rozwoju i organizacji badań oceanograficznych w Polsce, polecające Instytutowi rozszerzenie zakresu tych badań oraz regularność ich prowadzenia. W tym czasie PIHM nie posiadał odpowiedniej jednostki, która mogłaby prowadzić kompleksowe badania na Bałtyku. Wykorzystywane do badania wód przybrzeżnych Bałtyku własne kutry badawcze „Bora” i „Delta” nie spełniały tych wymogów. Również inne kutry, takie jak „KRA” i otrzymany od Wojsk Ochrony Pogranicza „KRA II” o długości 23,5 m i zanurzeniu 1 m mogły prowadzić badania pomiarowe tylko w strefie przybrzeżnej, m.in. w ujściu Wisły, na Zatoce Gdańskiej i Zalewie Wiślanym.
W 1965 trafił do Oddziału Morskiego Polskiego Instytutu Hydrologiczno-Meteorologicznego z przeznaczeniem na statek badawczy. Pięć lat później Stocznia Marynarki Wojennej dokonała jego przebudowy wg projektu wykonanego przez projektantów Biura Projektowo-Technologicznego Morskich Stoczni Remontowych „PROREM” pod kierownictwem inż. W. Dziekońskiego. Jednostkę po przebudowie w wyniku konkursu pracowniczego nazwano r/v „Hydromet”. Pierwszy rejs przebudowanego statku badawczego odbył się w dniach od 22 marca do 1 kwietnia 1971 roku po I Konferencji Oceanografów Bałtyckich w Helsinkach.
Dawny lugotrawler „Skowronek”, przebudowany na statek badawczy nazwany „Hydromet”. Przystosowany do badań oceanograficznych. Po przebudowie jego podstawowe dane techniczne były następujące: autonomiczność pływania 21 dni 200 BRT, 37 NRT: nośność 100 t; wymiary: 32,6 × 6,8 × 3,1 m; pozostawiono silnik spalinowy Bückau-Wolff, 300 KM; prędkość 9 węzłów; oprócz 13-osobowej załogi mógł on zabierać 12-osobową ekipę naukową. R/v „Hydromet” pełnił służbę w Oddziale Morskiego PIHM w Gdyni (od 1972 zwanym Instytutem Meteorologii i Gospodarki Wodnej), gdzie wykonywał wszelkie zadania meteorologiczne i hydrograficzne na Bałtyku. Jednostka oprócz prognozowania pogody głównie dla potrzeb żeglugi i rybołówstwa prowadziła ponadto najróżniejsze prace specjalne. Polegały one na badaniu prądów morskich, falowania, czy też badania stopnia zanieczyszczenia morza. Na statku zainstalowano cztery laboratoria badawcze – oceanograficzne, hydrochemiczne, meteorologiczne i geologiczne, wyposażone w najrozmaitszą aparaturę do badania fizycznych i chemicznych właściwości wody i powietrza. Ponadto zamontowano cztery elektryczne i dwie ręczne windy hydrograficzne. Jedna z wind była zamontowana w pomieszczeniu z otwieraną furtą burtową. Ponadto statek posiadał windę specjalną o dużym uciągu do obsługi sond geologicznych. Statek badawczy r/v „Hydromet” w latach 70. i 80. XX wieku był prawdziwym pływającym laboratorium, wyposażonym m.in. w takie urządzenia jak: automatyczna stacja meteo, hydrospektrometr wykorzystywany do pomiaru zawiesin oraz salinometr używany do określania stopnia zasolenia do 0,003 promila. W 1971 roku brał udział w wielkim międzynarodowym przedsięwzięciu, zwanym „Rokiem Bałtyku”. Zapoczątkowało to udział r/v „Hydrometu” w innych dużych programach badawczych, takich jak: BOSEX (Baltic Open Sea Experiment) w 1977, PEX-86 (Patchiness Experiment) – w 1986 i SKAGEX (Skagerrak Experiment) w 1990. Podstawowe zadania statku wiązały się jednak głównie z monitoringiem Bałtyku – okresowymi pomiarami wykonywanymi zgodnie z zaleceniami HELCOM-u, helsińskiej komisji, zajmującej się ochroną środowiska morza. Na podstawie parametrów wody morskiej w wyznaczonych punktach można było ocenić, jak zmienia się stan środowiska morza i opracować sposoby jego ochrony. W latach 1971–1992 jednostka dowodzona była kolejno przez kapitanów: A. Grabowskiego, A. Święcha, J. Chołysta, C. Gajewskiego, H. Lewandowskiego i J. Dudę. Obowiązki pierwszego oficera w latach 1970–1993 pełnił Jerzy Duda. Jednostka wykorzystywana była również przez pracowników, studentów i doktorantów Wydziału Oceanografii Uniwersytetu Gdańskiego, którzy pływali na r/v „Hydromet” odbywając praktyki i staże. Wysłużony statek w 1993 wycofano ze służby. Rok później sprzedano za granicę do Holandii, gdzie otrzymał nazwę „Swartebank”. Miał po kolejnej przebudowie stać się bazą dla nurków pracujących na Morzu Śródziemnym. Ostatnie znane zdjęcia statku pochodzą z lat 2005–2006, gdzie widać, że nie był on już w tym okresie eksploatowany. Późniejszy los statku jest nieznany.